# Nynas

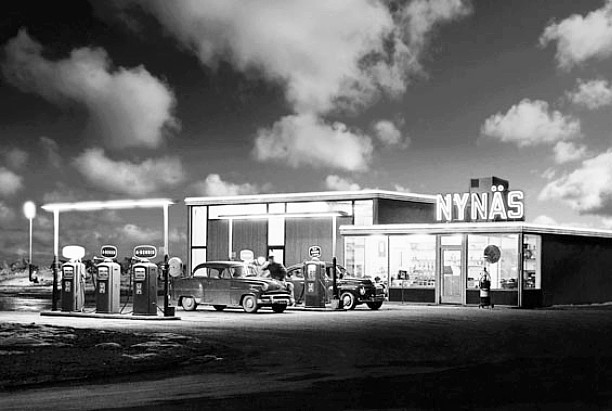
Nynäs bensinstation på 1950-talet

Nynas AB, tidigare Nynäs Petroleum, är ett svenskt petroleumbolag som tillverkar nafteniska specialoljor och bitumenprodukter.

## Historik

### Ax:son Johnson
I februari 1928 började Sveriges första raffinaderi byggas i Nynäshamn och i december startade driften. Grundaren var Axel Ax:son Johnson. Han var skeppsredare och industriidkare och hade ett behov av såväl dieselolja till sina fartyg som asfalt till sitt vägbyggnadsföretag. Av detta skäl anställde han Charles Almqvist med erfarenhet från Werner Queenslands oljeraffinaderi i USA och som även varit chef för Argentinas största raffinaderi. Därmed var grunden lagd för det som skulle bli Nynäs Petroleum, numera Nynas AB.
I takt med att bilismen ökade tog även efterfrågan på bensin fart. Problemet var att det bara gick att utvinna drygt 15 procent bensin ur oljan med konventionella raffineringsmetoder och Axel Ax:son Johnson beslutade 1931 att investera i en ny krackningsanläggning. Det blev startskottet för det rikstäckande nät av bensinstationer som Nynäs skulle driva under de kommande 50 åren. Utbyggnaden av den svenska infrastrukturen med bland annat nya asfaltvägar krävde stora volymer bitumen. För att möta efterfrågan uppfördes raffinaderiet i Göteborg 1956.
I början av 1970-talet var Nynäs ett svenskt familjeägt oljebolag utan långtidsavtal om leveranser av råolja. Så länge priset på råolja var lågt och stabilt var det inget problem, men när de båda energikriserna drabbade världen hamnade Nynäs i en allvarlig kostnadskris. Räddningen blev att överge bränslemarknaden och fokusera på ett fåtal specialprodukter, vilket krävde marknadsinbrytningar utanför Sverige. Första steget i den nya strategin togs 1981 när samtliga bensinstationer och de dotterbolag som sålde eldningsolja avyttrades till Shell.

### Venezuela
Petróleos de Venezuela (PDVSA) köpte 50 procent av Nynäs 1986 och 1989 förvärvade Neste resterande del av bolaget.
För att växa på bitumensidan köptes ett raffinaderi i Antwerpen 1985 och i början av 1990-talet förvärvades brittiska Briggs Oil med raffinaderier i Dundee och Eastham. Parallellt investerades hundratals miljoner kronor för att göra raffinaderiet i Nynäshamn till en modern anläggning för produktion av nafteniska specialoljor för industrin. Därmed hade Nynas förvandlats från ett svenskt oljebolag med traditionellt utbud till en global koncern med fokus på specialprodukter.

### Expension
Hösten 2013 godkände EU-kommissionen att Nynas tog över basoljeanläggningen på Harburgraffinaderiet i Hamburg från Shell. Orsaken var en förväntad efterfrågan på nafteniska specialoljor i speciellt Asien. Övertagandet, som var kopplat till omfattande investeringar för att bygga om den del av anläggningen som tidigare användes för bränsletillverkning, slutfördes 2016. Med det nya specialoljeraffinaderiet på plats möjliggjordes en årlig produktionsökning på 350 000 ton.

### USAs sanktioner mot Venezuela
Under 2017 inleddes en period som ledde fram till betydande finansiella problem på grund av en alltmer pressad politisk och ekonomisk situation i Venezuela. Det innebar till en början störningar i råoljeleveranserna, vilka så småningom helt stoppades på grund av att USA införde långtgående sanktioner mot Venezuela. Under en övergångsperiod kunde verksamheten ändå bedrivas tack det undantag – General license – som Nynas fick av den amerikanska myndigheten Office of Foreign Assets Control (OFAC). Undantaget innebar att andra företag tilläts fortsätta handla med Nynas utan att bryta mot USA:s sanktioner. Läget blev dock ekonomiskt ohållbart och i december 2019 beviljades Nynas ansökan om företagsrekonstruktion vid en svensk domstol för att undersöka möjligheterna att fortsätta bedriva verksamheten delvis eller i sin helhet.
I maj 2020 meddelade OFAC att Nynas inte längre blockerades under sanktionerna på grund av förändringar i företagets ägarstruktur. Därmed behövde inte längre amerikanska personer och företag ett tillstånd från OFAC för transaktioner eller aktiviteter som involverade Nynas.
Företagsrekonstruktionen innebar förändringar av Nynas ägarstruktur. Den största enskilda ägaren är sedan juli 2021 det amerikanska kapitalförvaltningsföretaget Davidson Kempner Capital Management med 49,9 %. Den andra större aktieägaren är den oberoende svenska stiftelsen Nynässtiftelsen, medan en mindre andel ägs av Petróleos de Venezuela (PDVSA).
Med den nya ägarstrukturen på plats modifierades även de strategiska riktlinjerna till följd av förändrade omvärldsförhållanden. Den strategiska nyordningen innebär att verksamheten riktas in på Europa som ett led i målsättningen att stärka konkurrenskraften på Nynas kärnmarknader. Försäljningen av nafteniska specialoljor ska, trots ett uttalat Europafokus, även fortsättningsvis ske till utvalda kunder i bland annat Indien, Mellanöstern, Sydafrika och Turkiet. För bitumenaktiviteterna genomfördes en centralisering till marknaderna i Norden, Baltikum och Storbritannien.

## Verksamhet

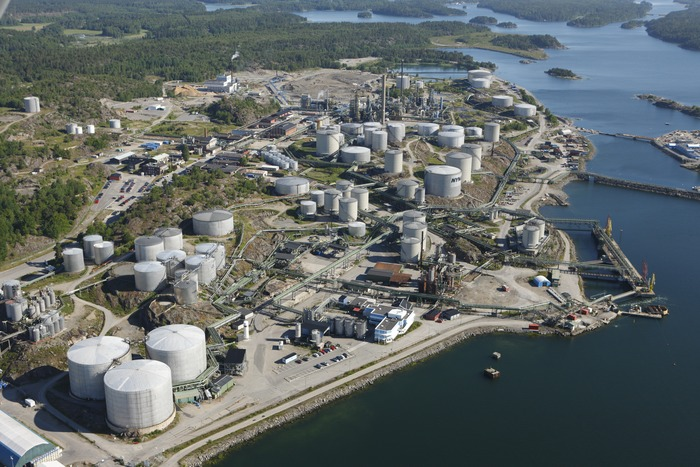
Raffinaderiet i Nynäshamn

Nynas kärnverksamhet utgörs av att uppgradera råolja till specialprodukter inom två huvudområden: nafteniska specialoljor och bitumen. De nafteniska specialoljorna kan delas in i tre huvudgrupper: 
- Transformatoroljor används för att isolera och kyla transformatorer.
- Processoljor ingår i en rad olika produkter, till exempel industrigummi, sprängämnen, bildäck, tryckfärger, termoplast samt blöjor och andra hygienartiklar.
- Basoljor lämpar sig för oljor som används vid tillverkning av metallbearbetning- och hydraulvätskor samt andra industriella smörjmedel.

Under 2019 lanserade Nynas transformator- och däckoljor som delvis är tillverkade av biobaserad råvara och därmed förnybara. Det är ett viktigt steg för att minska beroendet av fossil råvara och på så sätt bidra till en hållbar utveckling. 
Bitumenprodukter används huvudsakligen som bindemedel för att hålla ihop stenmaterialet i asfalt. Genom att blanda in polymerer – polymermodifierad bitumen (PMB) – får man en mer flexibel och tålig asfalt som lämpar sig för bland annat motorvägar, hamnar, flygplatser och bullerdämpande beläggningar. Nynas tillverkar även vattenbaserade emulsioner. Dessa kan användas i kalla och halvvarma asfaltmassor, vilket innebär både minskad energiförbrukning och lägre kolväteutsläpp. En mindre del av bitumenproduktionen används för industriellt bruk, främst för takbeläggning och för att ge korrosionsskydd i till exempel rör. Under raffineringen får man även fram vissa restströmmar. Dessa säljs främst som råvaror för fartygsbränslen. Under 2022 lanserade Nynas ett polymermodifierat bitumen (PMB) som innehåller biogent material, vilket resulterar i en avsevärt minskad klimatpåverkan.
Tillverkningen av Nynas produkter sker vid flera raffinaderier i Europa. Anläggningarna i Göteborg och Nynäshamn ägs av Nynas, medan raffinaderiet i Eastham ägs gemensamt med Shell. Men det finns också ett antal externa produktionsanläggningar som är kopplade till företaget genom samarbetsavtal. Nynas har egna laboratorier för kvalitetskontroll och produktutveckling i bland annat Belgien, Storbritannien och Sverige. 
Förutom ett antal nationella försäljningskontor har Nynas även tillgång till ett internationellt distributionsnätverk. Detta inkluderar inte bara centrala lager och blandningsstationer (hubbar), utan även ett stort antal lokala depåer. År 2021 hade Nynas cirka 970 anställda och omsättningen låg på drygt 16,7 miljarder kronor.